# Laboratoire Atmosphères, Milieux, Observations Spatiales

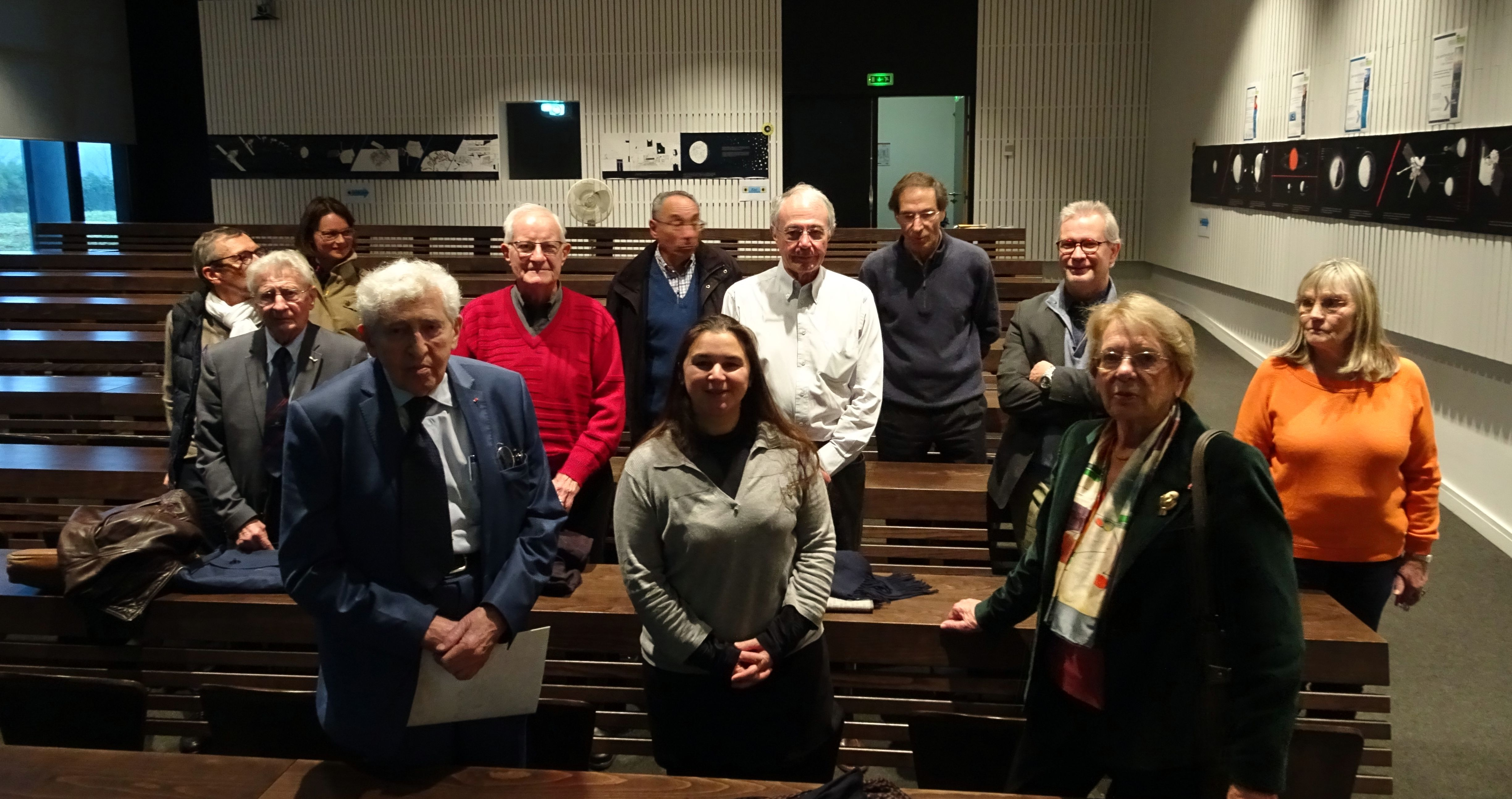
Gruppenfoto während der Präsentation des LHASTEC-Projekts bei LATMOS in Guyancourt (2017)

Das Laboratoire Atmosphères, Milieux, Observations Spatiales (LATMOS) ist ein 2009 gegründetes französisches Forschungslabor. Sein Ziel ist die Erforschung der physikalischen und chemischen Prozesse in der Erdatmosphäre, die Untersuchung von Planeten und Kleinkörpern (Atmosphären, Oberflächen, Unter-Oberflächen) sowie die Physik der Heliosphäre, die Exosphäre der Planeten und Plasmen im Sonnensystem. Das Unternehmen beschäftigt 230 Mitarbeiter, davon 150 permanent.